# Hexatoma (Eriocera) flavida
Hexatoma (Eriocera) flavida is een tweevleugelige uit de familie steltmuggen (Limoniidae). De soort komt voor in het Neotropisch gebied.